# Stenige Toengoeska
De Stenige Toengoeska (Russisch: Подкаменная Тунгуска, "Podkamennaja Toengoeska") is een 1830 kilometer lange zijrivier van de Jenisej in Siberië.
Ze ontspringt in het zuidelijke deel van het Midden-Siberisch Bergland ongeveer 400 kilometer ten noorden van Bratsk uit de samenvloeiing van de Tetere en de Katanga, waarvan de laatste de langste is. De bronnen van deze rivieren ontspringen op het omliggende plateau dat een hoogte tot 812 meter behaalt. Vanaf daar vloeien ze in noordwestelijke richting door het genoemde bergland en daardoor ook door Toengoeska, om ten noorden van het Jenisejgebergte op zo'n 28 meter boven zeeniveau nabij het dorp Podkamennaja Toengoeska in de Jenisej uit de monden. Aan de tegenoverliggende oever ligt iets meer stroomafwaarts de plaats Bor.
Aan de Stenige Toengoeska ligt de plaats Vanavara, die door de Toengoeska-explosie bekend werd.
Zo'n 100 kilometer ten zuiden van het stroomgebied van de Stenige Toengoeska ontspringt de langere Beneden-Toengoeska die een volledig aparte vallei heeft en 600 kilometer noordelijker dan de Stenige Toengoeska in de Jenisej uitmondt.
- Nationale Bibliotheek van Tsjechië: ge647332
- Virtual International Authority File: 5551148574317124430009